# Moravskoslezská Sinfonietta

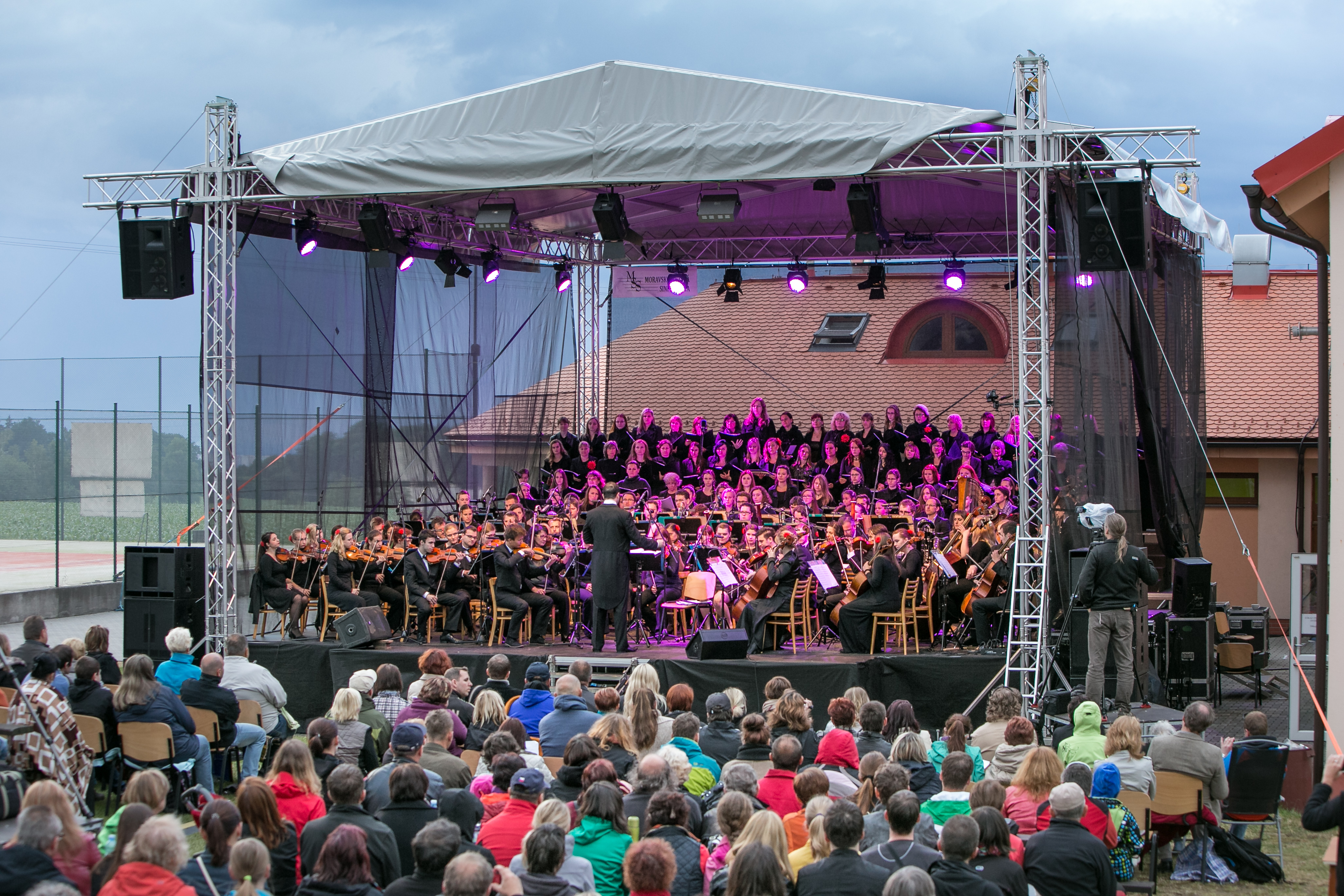
Letní koncert filmové a populární hudby v Řepištích (2015).

Moravskoslezská Sinfonietta je symfonický orchestr, který je spolkovou organizací. 
Jednatelem spolku je Mgr. art. Jan Soukup a jeho zástupkyní je MgA. Andrea Doležalová Kovářová. Výkonným orgánem je správní rada, která je tvořena jednatelem, zástupcem jednatele, ekonomem, koncertními mistry a dalšími členy orchestru. 
Orchestr vznikl jako občanské sdružení (orchestrální akademie) 16. března 2011. V orchestru působí okolo dvou set hudebníků, kteří účinkují v průběhu koncertních sezón. Cíle a vize orchestru spočívají ve vytváření neobyčejných projektů (Koncert bez bariér r. 2012, Flashmob v OC Karolina r. 2013, Koncert proti zapomnění r. 2014, Aprílový koncert r. 2016, Talent kvete na jaře r. 2017, Sportovec Moravskoslezského kraje 2019, Koncert filmové a populární hudby v Trojhalí Karolina r. 2020, Talent kvete na jaře r. 2023).
Orchestr spolupracuje s mnoha sborovými tělesy (Chorus Ostrava, Artep Orlová, Lučinka, Meandry a Sirény ZUŠ Bohuslava Martinů a také sólisty z předních tuzemských divadel (ND Praha, NDM Ostrava, Slezské divadlo Opava). Od roku 2011 prošlo orchestrem přes tisíc hudebníků. Mnozí z nich úspěšně vykonali konkurz nejen do tuzemských orchestrů a také působí na mnoha uměleckých školách po celé České republice a Slovensku.
Od roku 2011 působili na pozici dirigenta Jan Strakoš a Jan Novobilský. V letech 2012–2015 působil na pozici šéfdirigenta Adam Sedlický. Poté správní rada zavedla systém hostujících dirigentů. S orchestrem spolupracují dirigenti - Ondřej Packan, Josef Kurfiřt, Miriam Němcová, Václav Dlask, Jan Mlčoch a Filip Urban.
V roce 2026 bude s orchestrem spolupracovat světoznámý dirigent Christian Arming při uvedení Symfonie č. 8 Es Dur Gustava Mahlera. 

## Z historie

##### 2011–2021
Orchestr v průběhu deseti let spolupracoval s mnoha žáky základních uměleckých škol (ZUŠ Bohuslava Martinů Havířov, ZUŠ Leoše Janáčka Havířov, ZUŠ Pavla Kalety v Českém Těšíně, ZUŠ Bedřicha Kozánka Přerov, ZUŠ Šternberk a další), studenty konzervatoří (Janáčkova konzervatoř v Opavě, Církevní konzervatoř Opava, Konzervatoř Brno, Pražská konzervatoř), studenty vysokých škol (Fakulta umění Ostravské univerzity, Janáčkova akademie múzických umění v Brně, Akademie múzických umění v Praze, Vysoká škola múzických umění v Bratislavě) a také s hráči profesionálních orchestrů (Národní divadlo moravskoslezské, Janáčkova filharmonie Ostrava, Slezské divadlo Opava).
Během těchto let orchestr uskutečnil 50 koncertů (komorní, symfonické, se sbory, sólisty apod.) V roce 2021 měl oslavit své desáté výročí Symfonií č. 8 Es Dur "Tisíců" Gustava Mahlera, kvůli pandemii covidu-19 musel tento výjimečný koncert přesunout na rok 2026. Tento koncert se koná ve spolupráci Trojhalí Karolina Ostrava. 

##### Od 2022
V další dekádě opět spolupracuje s hudebníky ZUŠ, konzervatoří, vysokých škol a členy profesionálních orchestrů. Nyní pokračuje ve své činnosti v rámci svých koncertních sezón, o kterých informuje na svých webových stránkách.

## Významné skladby, které orchestr interpretoval
- L. van Beethoven: Symfonie č. 5
- L. van Beethoven: Symfonie č. 9
- F. Schubert: Symfonie č. 5
- J. V. H. Voříšek: Symfonie D dur
- A. Ginastera: Suita Estancia
- A. Marquéz: Danzón č. 2
- G. Holst: Planety
- N. R. Korsakov: Šeherezáda
- M. Ravel: Náhrobek Couperinův
- S. Rachmaninov: Koncert pro klavír a orchestr č. 2
- H. M. Górecki: Koncert pro cembalo a orchestr
- P. I. Čajkovskij: Koncert D dur pro housle a orchestr
- C. P. E, Bach: Koncert d moll pro flétnu a orchestr

## Zřizovatel
Orchestr má formu spolku, je tedy právnickou osobou. Činnost spolku je podporována z dotací obce Řepiště, sponzorskými dary a granty. 